# Музей меди и латуни
Музей меди и латуни — первый частный музей в городе Киржач Владимирской области по адресу: Владимирская область, г. Киржач, ул. Ленинградская, д. 15.

## История создания
Идея создания музея принадлежит сотрудникам ОАО «Киржачская типография» и краеведам Киржачского района.
Открыт на средства предприятия ОАО «Киржачская типография» и её генерального директора, лауреата российской Национальной премии «Меценат года 2017» в номинации «Создание культурной инфраструктуры в регионах России», Евгения Фёдорова.
Основная задача музея — раскрыть роль меди в жизнедеятельности человечества с древнейших времён до современности, включая влияние меди на здоровье людей.
Музей размещен в центре города Киржач, в здании, построенном в конце XIX в. Восстановление исторического объекта, создание колорита того времени заняло более двух лет. Одновременно с реставрационными работами комплектовалась коллекция музея. Основная часть экспонатов покупалась, но некоторые экземпляры были отданы в дар местными жителями.
8 ноября 2017 г. состоялось открытие музея, куда были приглашены почётные гости и жители района и области.

## Музейная коллекция
Музей собирает, сохраняет и экспонирует:
- Самородную медь;
- Минералы, содержащие медь;
- Предметы быта из меди и её сплавов: бронзы, латуни, мельхиора, французского, абиссинского и северного золота, бериллия и прочих сплавов;
- Предметы одежды, содержащие в своём составе медную нить;
- Продукцию медно-латунных заводов Киржачского района (XVIII—XIX вв.)[5][6][7] и др.

Коллекция насчитывает более 200 предметов.

## Экспозиция музея
Экспозиция занимает 161 м². и располагается в нескольких залах:
- История меди с древнейших времён (коллекция минералов и самородной меди, пушка XVIII в., европейское литьё);
- Медь в быту и значение меди в жизни человека (различные предметы быта и церковная утварь, изготовленные из меди, латуни и колокольной бронзы);
- Медно-латунное производство в Покровском уезде и городе Киржач[8][9] (продукция киржачских медно-латунных заводов Шапошниковых, Любимовой и Зиминых-Аленчикова. А также, для сравнения, других заводов Российской империи (г. Тула и Царства Польского));
- Зал для проведения мастер-классов (лучшие образцы изделий из меди, имеющие уникальную форму);
- Киржач — торгово-трактирный город (уникальные фотографии[10] г. Киржач, меры для горюче-смазочных материалов, трактирные меры, весы, безмены и пр.).

Сотрудники музея проводят лекции различной тематики, обзорные экскурсии по городу для гостей и его жителей.

## Фотогалерея

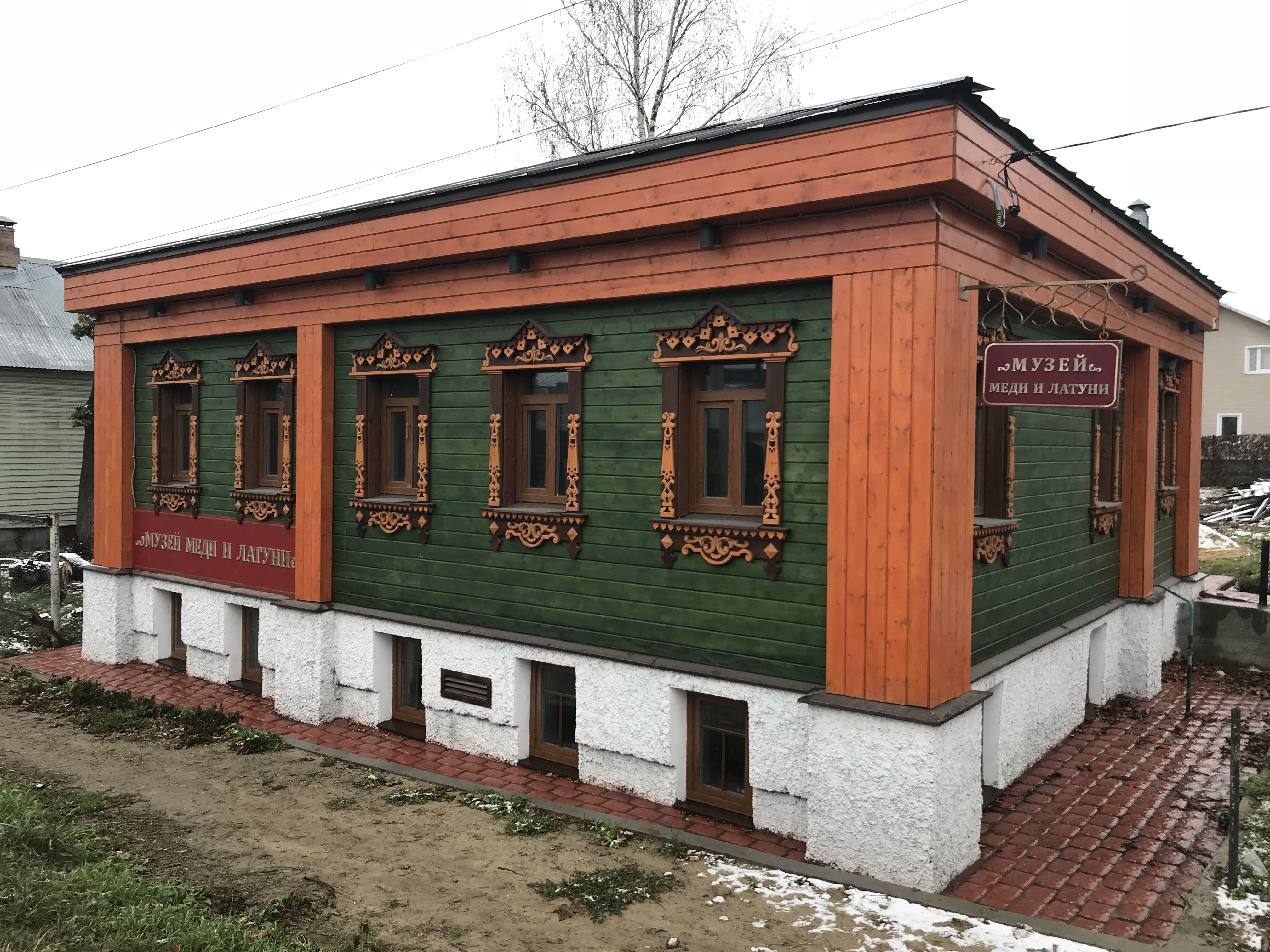
здание музея
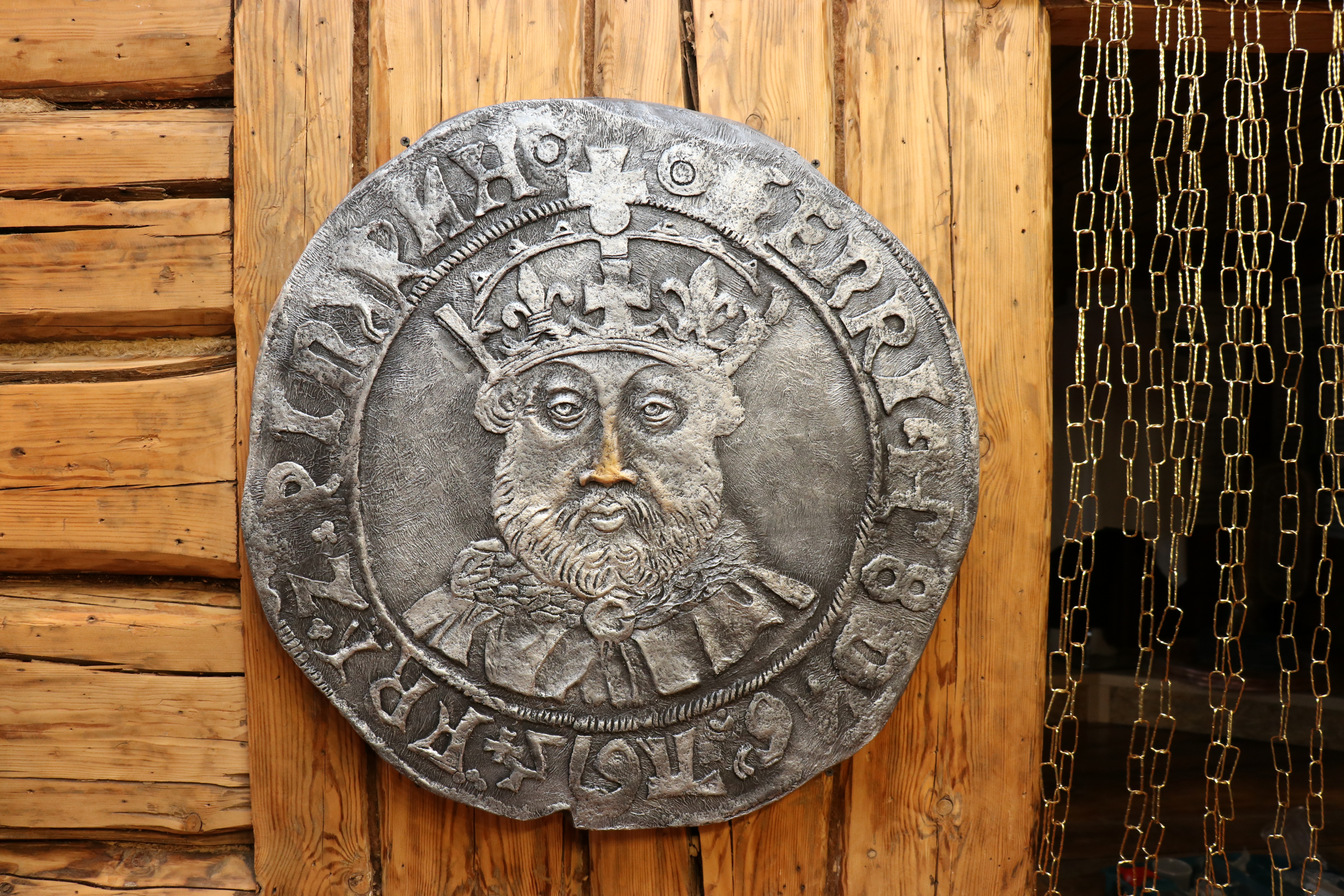
макет монеты
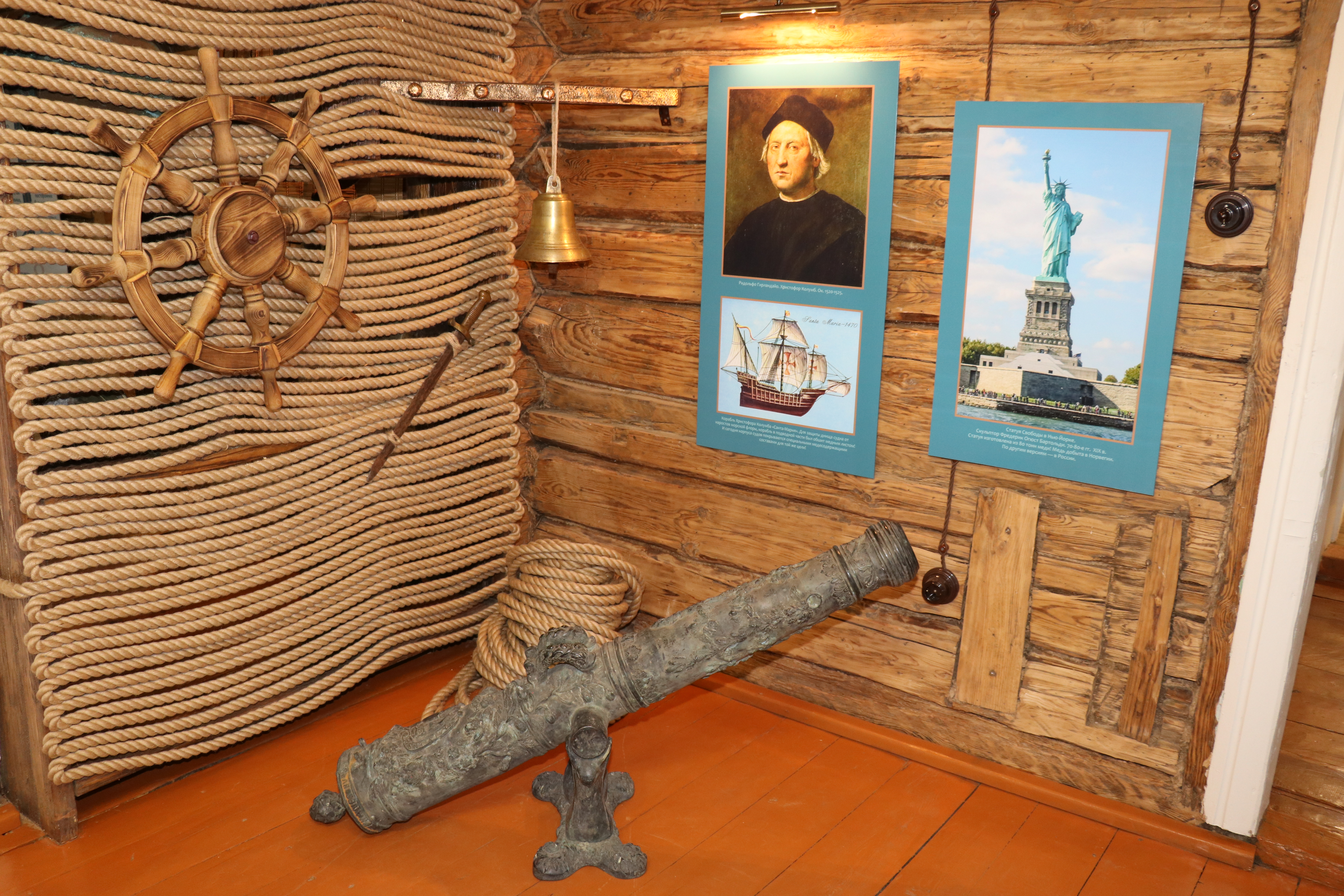
медная пушка
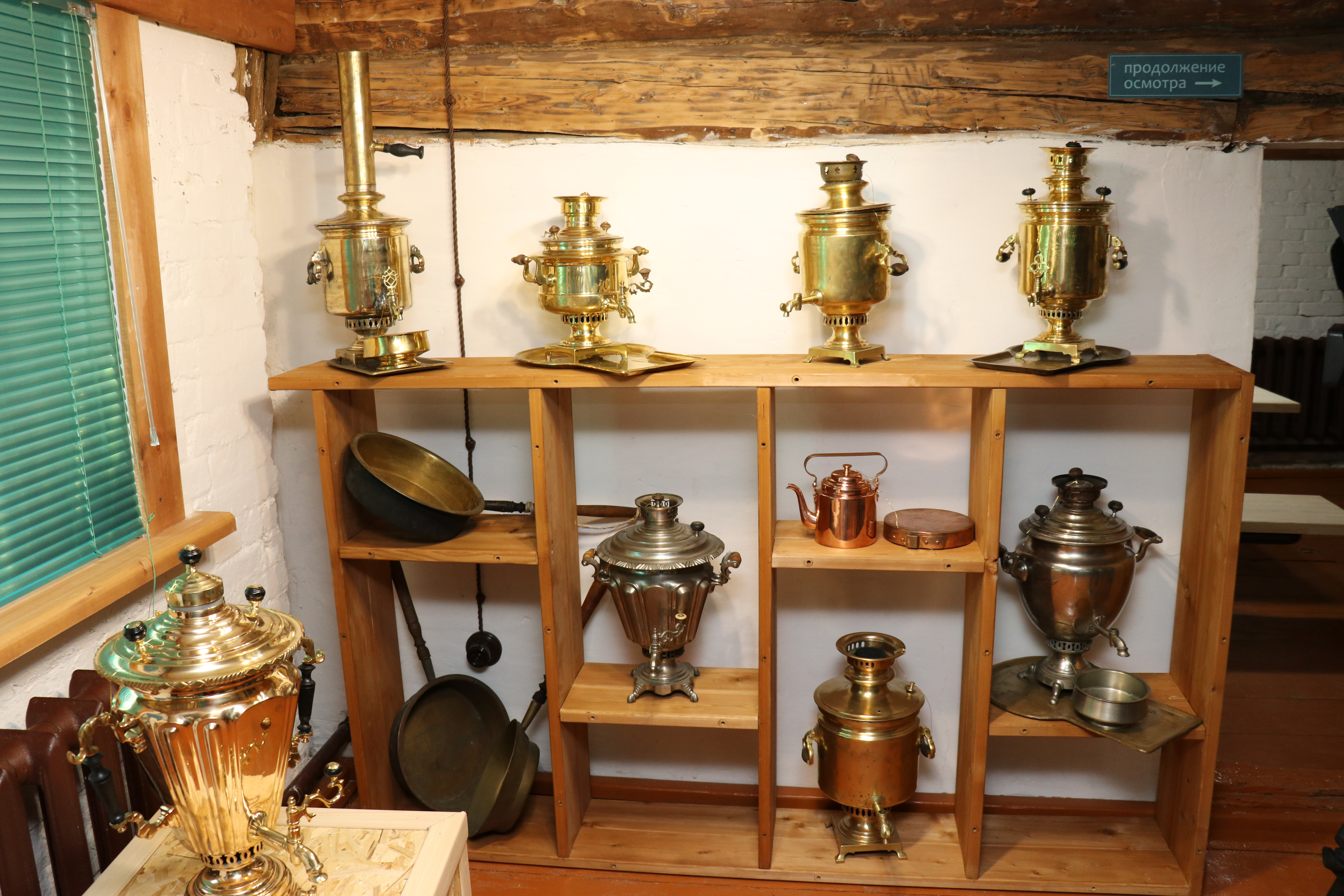
самовары
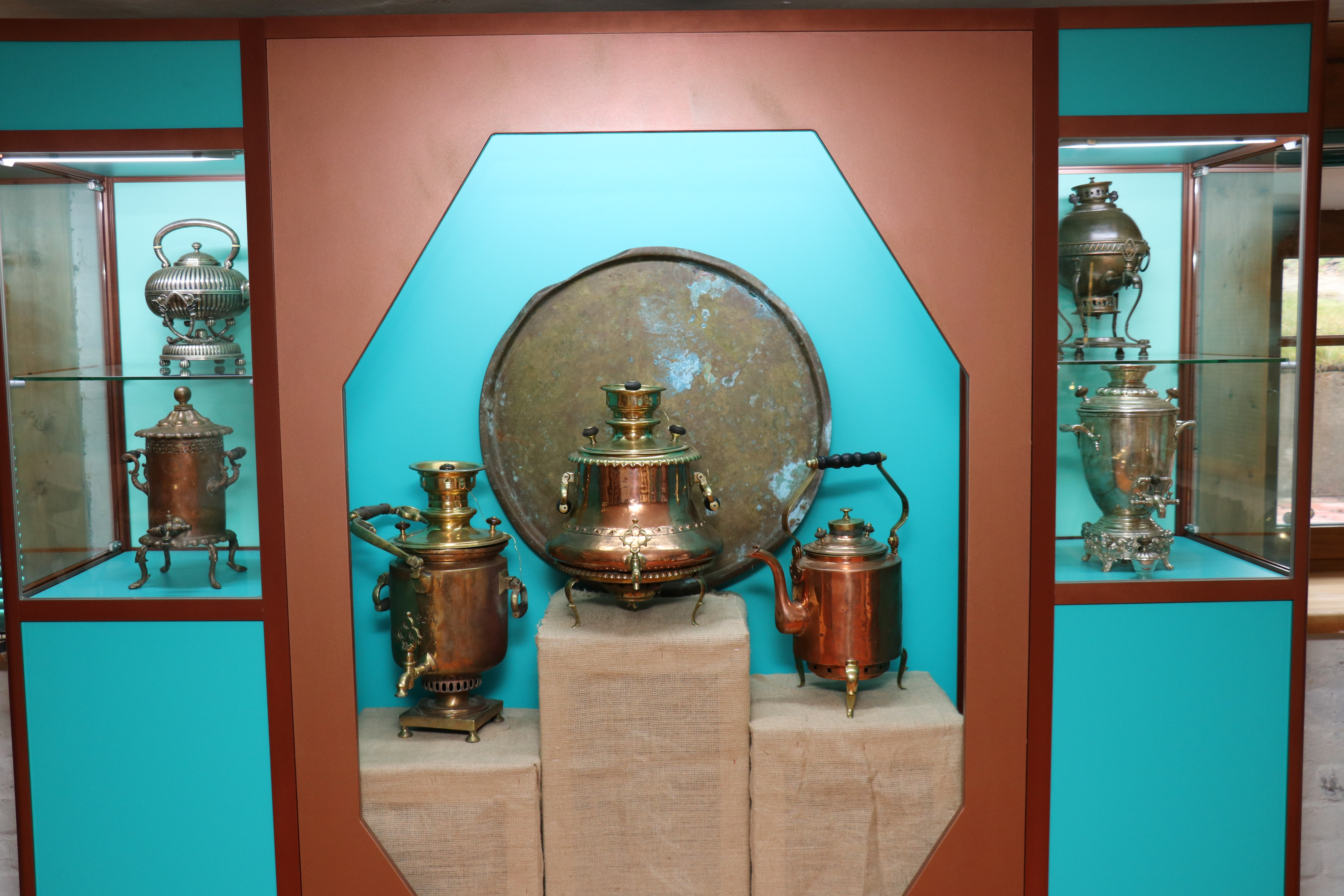
экспозиция 2

## Статьи и публикации
- Дмитрий Артюх. В Киржач со своим самоваром не ездят // Зебра-ТВ : Сетевое издание. — 2017. — 15 ноября.
- Александр Мяснов, Александр Голубев. Еще один вклад в развитие Киржача - туристического // «ВГТРК «ГТРК «Владимир» : Телекомпания. — 2017.
- Несколько причин посетить музей меди и латуни в Киржаче // Губерния 33 : Телерадиокомпания. — 2017. — 20 ноября.
- Алексей Сухов. В Киржаче открылся музей меди и латуни // Комсомольская правда : Сетевое издание. — 2017. — 19 ноября.
- Куда поедем за самоваром: В Киржаче открыли «Музей меди и латуни» // Аргументы и факты : Сетевое издание. — 2017. — 20 ноября.
- Частный музей "Меди и латуни" открылся в Киржаче // Томикс : Сетевое издание. — 2017. — 20 ноября.
- В Киржаче открылся частный музей меди и латуни // Молва33 : Сетевое издание. — 2017. — 20 ноября.
- Александр Олейник. В Киржаче открылся музей меди и латуни // Красное знамя : Газета. — 2017. — 19 ноября. Архивировано 21 ноября 2017 года.